# Fortalesa d'Akhtalà
La fortalesa d'Akhtalà (en armeni: Ախթալայի բերդ) és un edifici medieval situat a la població d'Akhtalà de la província de Lorí, a Armènia. Va ser construït amb una estructura semblant a una península envoltada per tres costats per penya-segats profunds.
Usat com una posició natural de la principesca dinastia Bagratuní ramificada en els Reis korikain de Lorí (branca més jove dels Bagratuní i inicialment els seus vassalls) al segle X van construir aquest castell, unit per unes altes parets piramidals i amb l'entrada principal entre les torres de tres pisos que s'eleven en tots dos costats.
Els murs i torres estan construïts amb pedra de basalt blavosa i morter de calç. Els historiats armenis del segle xiii Kirakos Grandzaketsi i Vardan Areveltsi van anomenar aquesta àrea Pghndzahanq (mina de coure), a causa dels rics dipòsits de coure dels seus voltants. Més tard, el castell va passar al domini de la dinastia Zakarian sota el mandat d'Ivane Zakarian en la dècada de 1180. Al territori del castell es troba el monestir Pghndzahanq, que posteriorment es va fer conegut com el Monestir d'Akhtalà.
L'arqueòleg francès, etnògraf i historiador Jacques de Morgan, al segle xix va ser el director de les mines de coure d'Akhtalà. A la fortalesa s'hi van fer excavacions i s'hi van descobrir antiguitats, que es conserven a París.
Dins de les restes d'aquesta fortalesa s'hi troba el monestir d'Akhtalà.

## Galeria

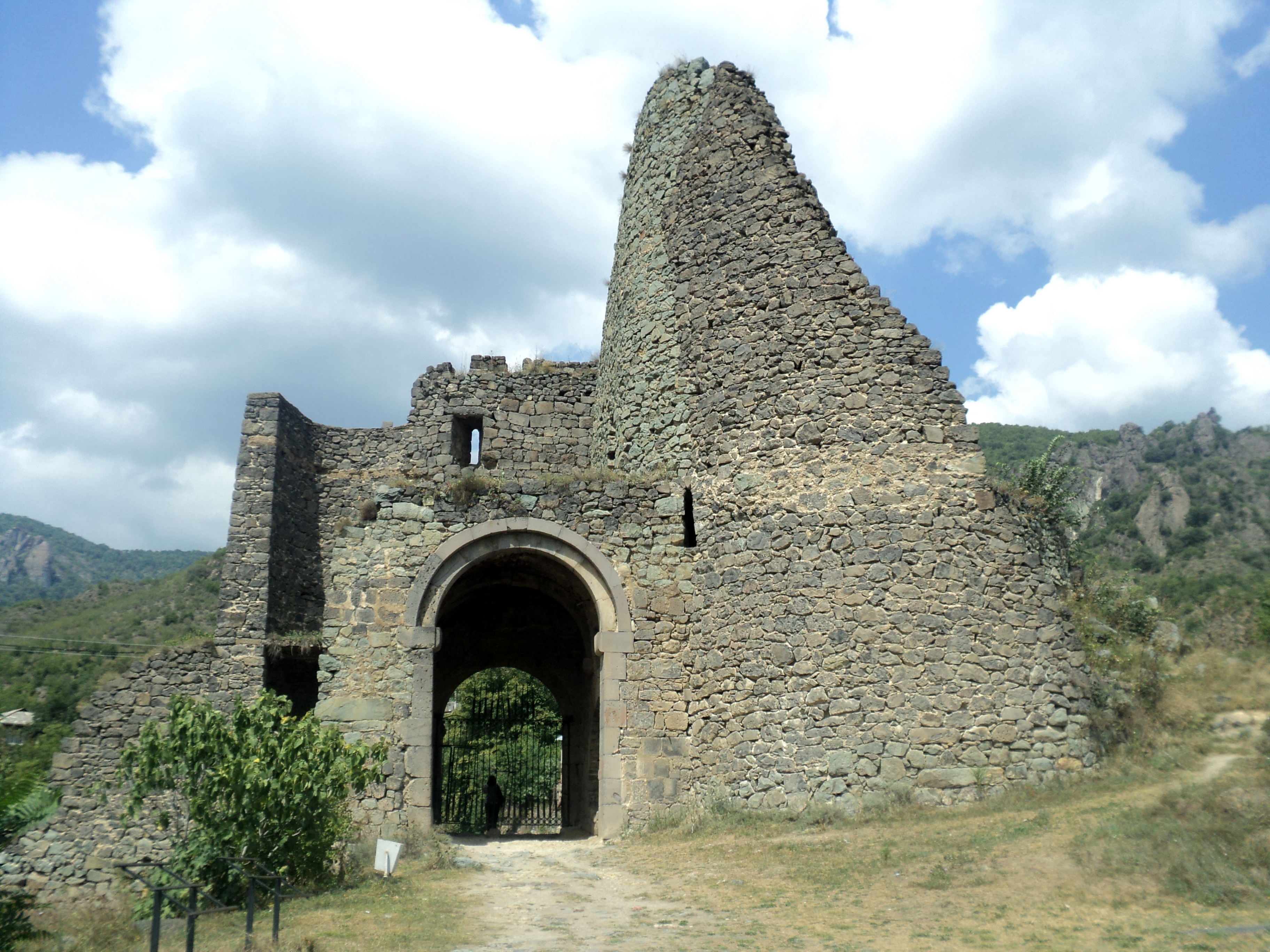
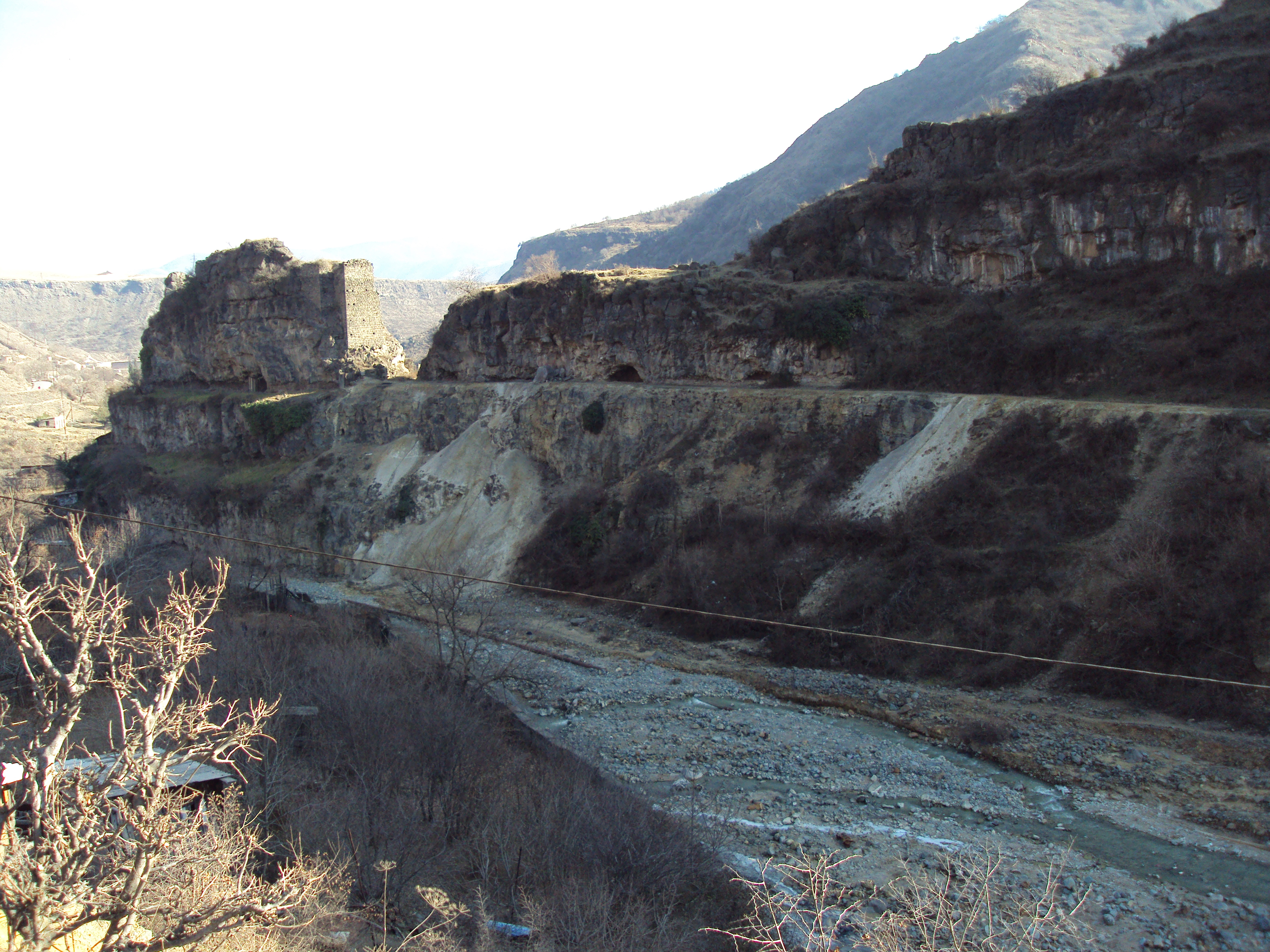
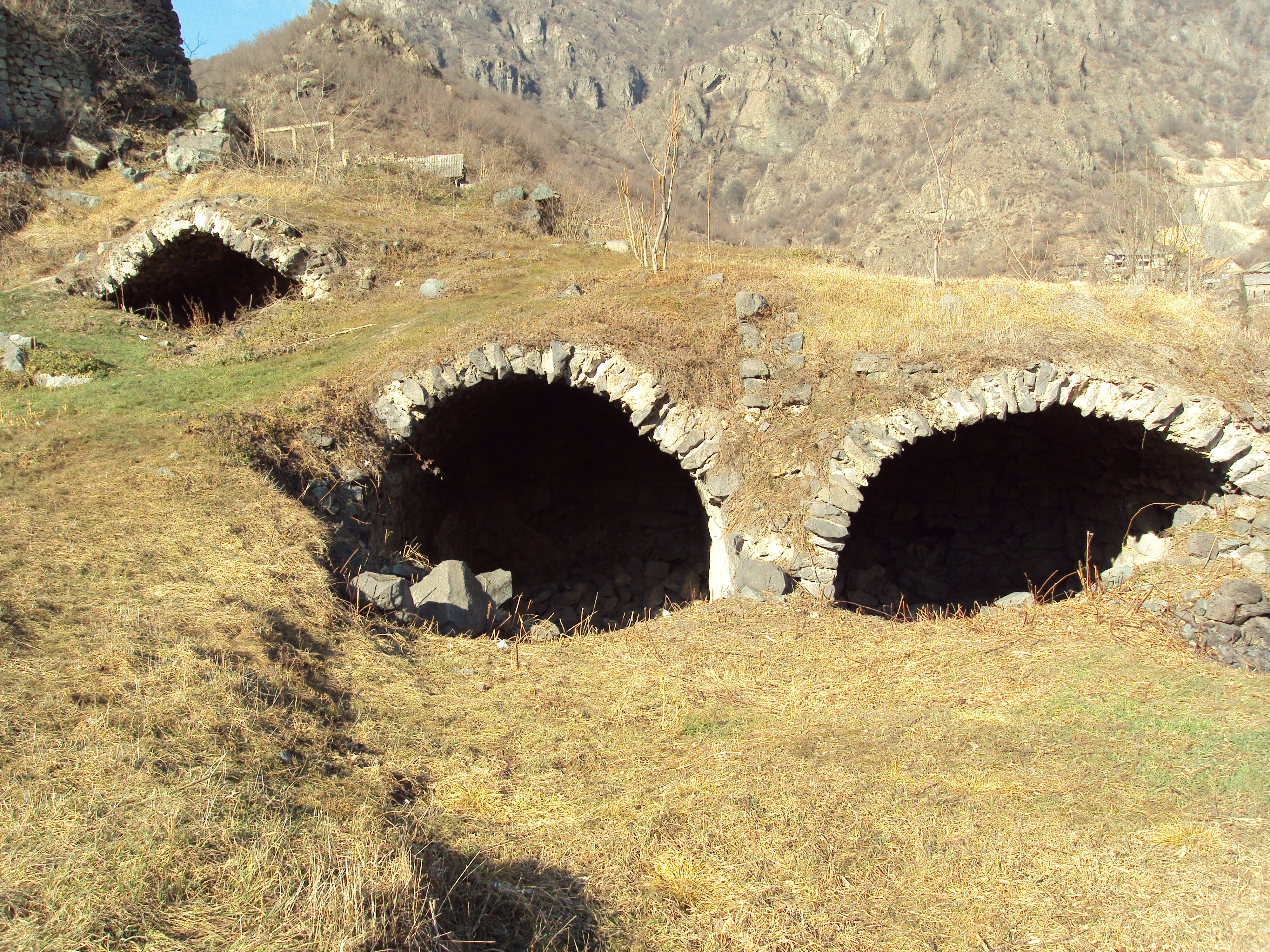
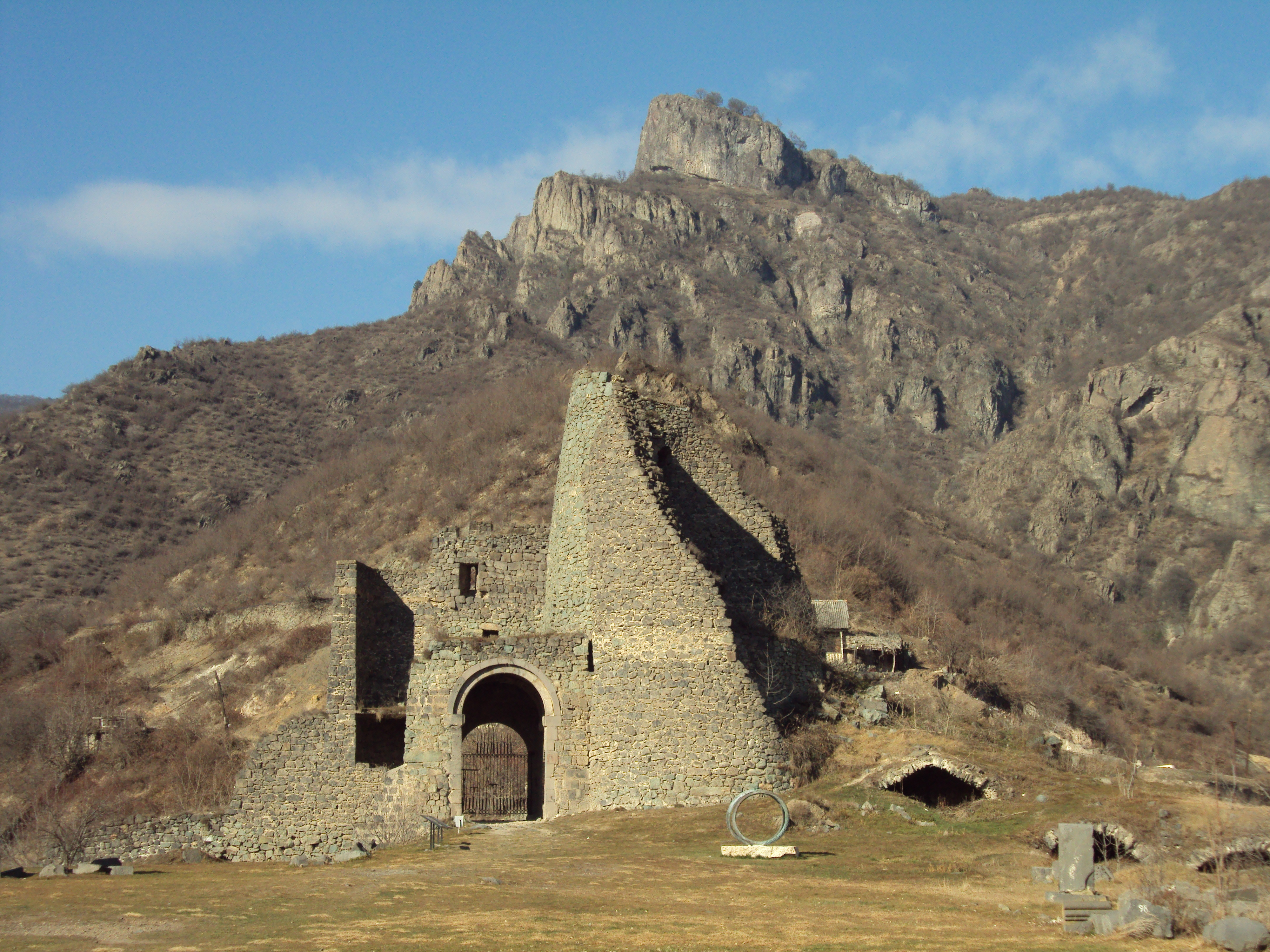